# Debout la France
A Debout la France (IPA:'dəbu la fʁɑ̃s', "Emelkedj fel Franciaország/Állj fel Franciaország"; DLF) egy francia politikai párt, amelyet Nicolas Dupont-Aignan alapított 1999-ben Debout la République (DLR) néven, mint a Rassemblement pour la République (RPR) "igazi gaullista" ága. 2000-ben újraszervezték a pártot , és 2008-ban már pártként megtarthatta alakuló kongresszusát. A 2014-es kongresszuson a pártvezetőség megváltoztatta a párt nevét Debout la France-ra.
Nicolas Dupont-Aignan pártvezető a párt egyetlen képviselője a francia Nemzetgyűlésben. Dupont-Aignan indult a 2012-es elnökválasztáson, és az első fordulóban 644 043 szavazatot kapott, ami a leadott szavazatok 1,79%-ának felelt meg, így a hetedik helyen végzett.
A párt tagja volt az EUDemocratsnak, egy euroszkeptikus pártokat tömörítő Európai parlamenti tömörülésnek. 2019-ben, az európai parlamenti választások alkalmával a párt egyesítette erőit a Centre National des Indépendants et Paysans (CNIP)-vel, és létrehozta a Les Amoureux de la France ("Franciaország szerelmesei") nevű szövetséget, melynek nem sikerült megszereznie egyetlenegy helyet sem.

## Választási eredményei

### Elnökválasztás
| Év   | Elnökjelölt           | Első forduló | Első forduló | Első forduló | Első forduló | Második forduló | Második forduló | Második forduló | Második forduló | Eredmény |
| Év   | Elnökjelölt           | Szavazatok   | %            | +/-          | Helyezés     | Szavazatok      | %               | +/-             | Helyezés        | Eredmény |
| ---- | --------------------- | ------------ | ------------ | ------------ | ------------ | --------------- | --------------- | --------------- | --------------- | -------- |
| 2012 | Nicolas Dupont-Aignan | 643,907      | 1.79         | 1.79         | 7.           |                 |                 |                 |                 |          |
| 2017 | Nicolas Dupont-Aignan | 1,695,000    | 4.70         | 2.91         | 6.           |                 |                 |                 |                 |          |
| 2022 | Nicolas Dupont-Aignan | 725,356      | 2.07         | 2.63         | 9.           |                 |                 |                 |                 |          |

### Európai parlamenti választás
| Év   | Szavazatok | %     | Mandátumok |
| ---- | ---------- | ----- | ---------- |
| 2009 | 304,585    | 1.77% | 0 / 72     |
| 2014 | 744,441    | 3.82% | 0 / 74     |
| 2019 | 795,508    | 3.51% | 0 / 79     |

## Fordítás
- Ez a szócikk részben vagy egészben  a   Debout_la_France című angol Wikipédia-szócikk fordításán alapul.  Az eredeti cikk szerkesztőit annak laptörténete sorolja fel. Ez a jelzés csupán a megfogalmazás eredetét és a szerzői jogokat jelzi, nem szolgál a cikkben szereplő információk forrásmegjelöléseként.